# Leslie Odom jr.

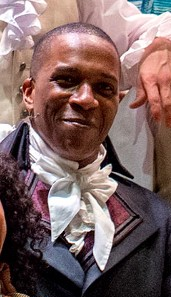
Leslie Odom jr. in 2015

Leslie Odom jr. (Queens (New York), 6 augustus 1981) is een Amerikaans acteur, danser en zanger.

## Biografie
Odom jr. werd geboren in de borough Queens van New York in een gezin van twee kinderen, en groeide op in Philadelphia (Pennsylvania). Hij studeerde af aan de School of Drama van Carnegie Mellon University in Pittsburgh en na het behalen van zijn diploma in 2003 verhuisde hij naar Los Angeles.
Odom jr. begon in 2004 met acteren in de televisieserie The Big House, waarna hij nog meerdere rollen speelde in televisieseries en films.
Odom jr. is naast televisieacteur ook actief als acteur in het theater, in 2012 speelde hij eenmaal op Broadway als Isaiah Sturdevant in de musical Leap of Faith. Zijn grote doorbraak was met de rol van Aaron Burr in de musical Hamilton.

## Filmografie

### Films
Uitgezonderd korte films.
- 2023 The Exorcist: Believer - als Victor Fielding
- 2022 Glass Onion: A Knives Out Mystery - als Lionel Toussaint
- 2021 Needle in a Timestack - als Nick Mikkelsen
- 2021 The Many Saints of Newark - als Harold McBrayer
- 2021 Music – als Ebo
- 2020 Hamilton – als Aaron Burr
- 2020 One Night in Miami – als Sam Cooke
- 2019 Harriet – als William Still
- 2019 Only – als Will
- 2017 Murder on the Orient Express – als dr. Arbuthnot
- 2012 Red Tails – als Declan Hall
- 2011 Poe – als Julian Noble
- 2007 Supreme Courtships – als Marcus

### Televisieseries
Uitgezonderd eenmalige gastrollen.
- 2022-2023 Abbott Elementary - als Draemond - 2 afl.
- 2023 The Proud Family: Louder and Prouder - als Kwame (stem) - 3 afl.
- 2020-2022 Central Park – als Owen Tillerman – 39 afl.
- 2020 Love in the Time of Corona – als James – 4 afl.
- 2018 One Dollar – als Rand – 4 afl.
- 2013-2015 Law & Order: Special Victims Unit – als eerwaarde Curtis Scott – 7 afl.
- 2013-2014 Person of Interest – als Peter Collier – 8 afl.
- 2012-2013 Smash – als Sam Strickland – 23 afl.
- 2012 House of Lies – als James – 2 afl.
- 2007 The Bill Engvall Show – als mr. Pratt – 2 afl.
- 2006-2007 Big Day – als Freddy – 9 afl.
- 2006 Vanished – als Malik Christo – 10 afl.
- 2003-2006 CSI: Miami – als Joseph Kayle – 9 afl.
- 2004 The Big House – als Lamont – 2 afl.

## Theater
- 2023-2024 Purlie Victorious: A Non-Confederate Romp Through the Cotton Patch (Broadway) - Purlie Victorious Judson
- 2015-2016 Hamilton (Broadway) – Aaron Burr
- 2015 Hamilton (Off-Broadway) – Aaron Burr
- 2012 Leap of Faith (Broadway) - Isaiah Sturdevant
- 1996-2008 Rent (Broadway) - diverse rollen (understudy)

- Bibliothèque nationale de France: cb16652027k (data)
- Gemeinsame Normdatei: 1155563859
- International Standard Name Identifier: 0000 0003 7131 1394
- Library of Congress Control Number: no2012071772
- MusicBrainz: 36f83895-5a69-47c1-a4a2-e2449acbf64a
- Nationale Bibliotheek van Tsjechië: xx0246397
- Nationale Bibliotheek van Israël: 987009347841405171
- Système universitaire de documentation: 249331713
- Virtual International Authority File: 250896582